# Codex Bamberg (Musikhandschrift)
Der Codex Bamberg (auch Bamberger Motettenhandschrift, Ba) ist eine Handschrift, die in der Staatsbibliothek Bamberg unter der Signatur Msc.Lit.115 aufbewahrt wird. Der Codex zählt neben dem Codex Montpellier zu den bedeutendsten Motettenhandschriften seiner Zeit. Die Datierung, die Lokalisierung und die Entstehungsumstände sind in der Forschung umstritten. Die Handschrift wird entweder auf Ende des 13. Jahrhunderts oder Anfang des 14. Jahrhunderts datiert. Die vielfach vertretene Lokalisierung des Hauptteils nach Paris wird neuerdings von kunsthistorischer Seite ausgeschlossen: Die Fleuronné-Ausstattung weist auf eine Entstehung in Südfrankreich (oder möglicherweise Italien) hin.

## Beschreibung
Die Handschrift besteht aus 80 nummerierten Pergament-Folios und zwei unnummerierten, später hinzugefügten Papierblättern. Die Maße betragen 26,3 auf 18,6 cm. Sie hat 10 Lagen mit je einem Quaternio und kann in vier Faszikel unterteilt werden. Der zweite Teil der Handschrift mit den beiden Musiktraktaten ist wohl etwas später entstanden. Er war, wie die Heftlöcher der ursprünglichen Bindung vermuten lassen, wohl ein selbstständiger Band, bevor er zu unbekannter Zeit mit dem ersten Teil zusammengebunden wurde.
Die Handschrift gehörte zum Bestand der Bamberger Dombibliothek. Im Jahr 1611 wurde sie neu gebunden, wie zwischen 1611 und 1614 der gesamte Bestand der Pergamenthandschriften in der Dombibliothek. Der Einband besteht aus Schweinsleder über Holzdeckeln mit Goldprägung. Auf der Vorderseite ist das Wappen des Bamberger Domkapitels (thronender Kaiser Heinrich II.) zu sehen. Auf der Rückseite sind die Wappen des Dompropstes Johann Christoph Neustetter genannt Stürmer (1570–1638) und des Domdekans Hektor von Kotzau (1578–1619). Die Handschriften der Dombibliothek befinden sich seit der Säkularisation 1802/1803 in der heutigen Staatsbibliothek Bamberg.

## Inhaltliche Gliederung
Der Codex Bamberg kann inhaltlich in die folgenden vier Faszikel eingeteilt werden (Die beiden unnummerierten Papierblätter gehören nicht zum Corpus der Handschrift):
- Faszikel 1: Folio 1 – 62
- Faszikel 2: Folio 62’ – 64’
- Faszikel 3: Folio 65 – 79’
- Faszikel 4: Folio 80 – 80’

Der erste Faszikel enthält 100 Doppelmotetten: 44 lateinische, 47 französische und 9 lateinisch/französische Motetten. Diese sind alphabetisch nach dem Beginn des Motetus geordnet und innerhalb der einzelnen Buchstaben gilt die Reihenfolge lateinisch – französisch – lateinisch/französisch gemischt. Die Doppelmotetten sind in Spalten notiert. Es handelt sich ausschließlich um dreistimmige, mehrtextige Motetten. Der zweite Faszikel enthält acht Stücke in Partiturschreibweise: der Conductus „Deus in adiutorium“ und sieben Klauseln. Der dritte Faszikel beinhaltet die musiktheoretische Abhandlung „Practica artis musicae“ von Amerus. Der vierte, den Codex beschließende Faszikel enthält zwei Tonare: die später hinzugefügten zweistimmigen Motetten „Alma redemptoris“ und „Dulcis Ihesus memoria dat vera“.

## Zeitliche Einordnung des Repertoires
Die einschlägigen Literatur zu dem Codex Ba gliedert die Motetten in Ba entsprechend ihren Entwicklungsstadien in fünf unterschiedliche Gruppen. 16 Motetten gehören zu der ältesten nachweisbaren Form der Motette. Ihr Ursprung liegt in einer melismatischen Quelle und die Ausgangsklauseln für den Tenor sind bereits nachweisbar. Alle diese Motetten erschienen bereits in dem Notre-Dame-Repertoire. Weitere 15 Motetten sind Motetten der ältesten erhaltenen Form dieser Gattung. In originaler Form liegen in Ba jedoch nur die sechs französischen Doppelmotetten dieses Entwicklungsstadiums vor. Alle anderen Motetten dieser Gruppe wurden gegenüber der Originalgestalt stark verändert. 36 Motetten stammen aus dem mehrtextigen Repertoire des alten Corpus des Codex Montpellier. Auch finden sich in Ba 15 Motetten, die erstmals im siebten Faszikel des Codex Mo überliefert worden sind. Bezüglich ihrer Entstehung sind sie dem neuesten Entwicklungsstadium zuzuordnen. Diese Motetten haben ihre Originalgestalt beibehalten. Es handelt sich hierbei vor allem um lateinische Motetten. Die letzte Gruppe bilden 18 Motetten, die erstmals in dem Codex Ba überliefert werden. Sie finden sich weder im Notre-Dame-Repertoire noch in dem Codex Mo. Diese Motetten sind stilistisch nicht einheitlich und bringen zudem für den Stil keine Neuerungen. Sie bilden die jüngste Gruppe im Codex Ba.

## Konkordanzen
Die Untersuchung der Konkordanzen mit anderen Musikhandschriften ergibt die folgende Unterteilung in fünf Kategorien (nach Ludwig, S. VI):
- Die älteste nachweisbare Form der Komposition ist ein Notre-Dame- oder St. V-Melisma
- Die älteste erhaltene Form der Komposition ist eine Motetten- bzw. Conductus-Form der  Notre-Dame-Handschriften
- Die älteste erhaltene Form der Komposition ist die Form der Duplum- bzw. Tripelmotette im alten Corpus von Montpellier
- Zuerst in Montpellier, Faszikel 7 überlieferte Werke
- Zuerst in Codex Bamberg überlieferte Werke

Dabei entstammt der größte Teil dem „alten Corpus“ (Faszikel zwei bis sechs) der Handschrift Montpellier: 36 der 100 Motetten (also ein guter Drittel) sind in ihrer ältesten erhaltenen Form in diesem Teil von Montpellier zu finden. Hinzu kommen fünfzehn weitere Motetten, welche im siebten Faszikel von Montpellier erstmals vorkommen. Gesamthaft kommt also mit 51 Motetten mehr als die Hälfte bereits in der Handschrift Montpellier vor. Auf die anderen Kategorien fallen je ca. ein Sechstel der verbleibenden Motetten: Achtzehn der Stücke sind in Bamberg zum ersten Mal überliefert, weitere fünfzehn kommen in Motetten- oder Conductus-Form bereits in einer anderen Notre Dame-Handschrift vor. Von den verbleibenden 16 Motetten schließlich ist die älteste bisher nachweisbare Form ein Notre Dame- oder St. V-Melisma. Allerdings war beim Zusammenstellen der Werke die Konkordanz zu anderen Handschriften, insbesondere zu Mo, kein Ordnungskriterium. Die Motetten sind alphabetisch aufsteigend nach Anfangsbuchstabe geordnet.

## Diskographie
- The Rose, the Lily & the Whortleberry. Medieval Gardens in Music, Orlando Consort (Donald Greig, Robert MacDonald), Harmonia Mundi 2006
  - enthält neben Kompositionen des Bamberger Codex u. a. Werke von: Alexander Agricola, Jacques Arcadelt, Antoine Brumel, Crapentras, Rodrigo de Ceballos, Clemens non Papa, Thomas Crecquillon, Walter Frye, Nicolas Gombert, Francisco Guerrero, Johannes Lupi, Guillaume de Machaut, Gabriel Mena, Dominique Phinot
- Joculatores Upsalienses, De Fyra Arstiderna / The Four Seasons, BIS 1990
  - enthält neben Kompositionen des Bamberger Codex u. a. Werke von: Alfonso X (el Sabio), Canconer del duc de Calabria (anonymus)
- Codex Bamberg, Ensemble Chominciamento di Gioia (Leiter: Luigi Taglioni), 2004
- The Saracen and the Dove. Music from the Courts of Padua and Pavia, Orlando Consort, Polygram Records 1999
  - enthält neben Kompositionen des Bamberger Codex u. a. Werke von: Bartolino da Padova, Anthonello da Caserta, Johannes Ciconia, Antonio Zacara da Teramo et al.
- Monastic Chant. 12th and 13th C. European Sacred Music, Theatre of Voices (Leiter: Paul Hillier), Harmonia Mundi 2003
  - enthält neben Kompositionen des Bamberger Codex u. a. Werke von: Codex Faenza, Codex Ivrea, Codex Montpellier, Rossi Codex, Johannes Ciconia, Leonin, Guillaume de Machaut, Giovanni da Firenze et al.
- Faces of a women. Tales of remarkable women throughout the centuries, Tapestry (Darrick Yee, Sarah Freiberg, Cristi Catt, Laurie Monahan), MD&G Records 2008
  - enthält neben Kompositionen des Bamberger Codex u. a. Werke von: Beatriz de Dia, Dom Dinis, Hildegard von Bingen, Marcos Drieger, Rabanus Maurus, Sergeij Rachmaninov et al.
- Tempus fugit. Chants sacré, Nebbiu, Long Distance France (Label) 2004
- La Camerata de Paris. Moyen Age (musique Instrumentale du moyen âge), Elena Polonska, Isabelle Quellier (et al.), Gallo 2001
  - enthält neben Kompositionen des Bamberger Codex u. a. Werke von: Audefroi le Bastart, Codex Faenza, Alfonso X (el Sabio), Gace Brule Guillaume de Machaut et al.
- Ave Mater, o Maria!, Dekameron, Dux Recording Prod. 2003
  - enthält neben Kompositionen des Bamberger Codex u. a. Werke von: Codex Montpellier, Alfonso X (el Sabio), Reinmar von Zweter et al.

## Bibliographie

### Ausgaben
- Albert Stimming: Die altfranzösischen Motette der Bamberger Handschrift. Nebst einem Anhang, enthaltend altfranzösische Motette aus anderen deutschen Handschriften, mit Anmerkungen und Glossar. Dresden 1906 (= Gesellschaft für romanische Literatur, Band 13).
  - Ausgabe aller französischen Motettentexte von Msc.Lit.115
- Pierre Aubry: Cent Motets du XIII.e siècle, publiés d’apres le manuscript Ed. IV. 6 de Bamberg, 3 Bände, Paris 1908 (= Publications de la Société internationale de musique, section de Paris).
  - Band 1: Reproduction phototypique du manuscript original (Faksimile)
  - Band 2: Transcription en notation moderne et mise en partition (Übertragung) Digitalisat
  - Band 3: Etudes et commentaires (Kommentar)
  - Faksimile, Übertragung und Kommentar von ff. 1-64v
- Gordon Athol Anderson (Hrsg.): Compositions of the Bamberg Manuscript. Bamberg Staatsbibliothek, Lit.115 (olim Ed.IV.6), Übersetzung der frz. Texte von R. Smith, Neuhausen-Stuttgart 1977 (= CMM 75).
- Ameri Practica artis musicae 1271, hrsg. von C. Ruini, o. O. 1977 (= CSM 25).
- M. Huglo (Hrsg.): Le Traité de „cantus mensurabilis“ du manuscrit de Bamberg. In: R. Jacobsson (Hrsg.): Pax et sapientia. Studies in Text and Music of Liturgical Tropes and Sequences. In Memory of Gordon Anderson. Stockholm 1986, S. 91–95 (= Acta Universitatis Stockholmiensis. Studia latina Stockholmiana, Band 28).